# Malamocco
Malamocco est un hameau de Venise en Italie.

## Géographie
Situé sur la partie méridionale de l’île du Lido, cordon littoral qui sépare la lagune de Venise de la mer Adriatique, Malamocco vient de l’antique Μεταμάυκων (« au-delà des eaux sombres », en latin Metamaucum). La localité est séparée du reste du Lido par un canal étroit qui faisait partie du port antique. Elle donne son nom à l’embouchure du port actuel, situé à quelques kilomètres plus au sud (port connu aussi sous le nom de « port Alberoni »), principale entrée des navires marchands vers le port de Marghera et Mestre.

## Patrimoine
L’église de St. Maria Assunta du XIIe siècle a été restaurée aux XIVe et XVIe siècles ; le Palazzo del Podestà abritait l'un des neuf Podestats du Dogado au XVe siècle et Malamocco est aussi un fort.

## Histoire
Comme les autres centres habités de la lagune, il a servi, face aux invasions barbares, de refuge aux Italo-Vénètes entre le Ve et VIIe siècles. En 601 Metamauco, où trouvèrent refuge les exilés de Padoue détruite par les Lombards, devint un des principaux centres maritimes de l’Italie byzantine.
Devenu siège épiscopal dépendant du patriarcat de Grado, en 742 il accueille le siège du Duché de Venise. En cette période surviennent des conflits : Metamauco s’allie avec Equilo contre Héraclée, précédente cité ducale.
Dans les années 809-810 la cité subit le dur assaut des Francs commandés par Pépin d'Italie (roi d’Italie 781-810 et fils de Charlemagne). La menace des Francs ayant fragilisé la position de la cité, en 812, le nouveau Doge, Angelo Partecipazio, transfère définitivement le siège du gouvernement dans la cité plus sûre de Civitas Rivoalti, noyau initial de l’actuelle Venise.
En 828, les reliques de San Marco prises à Alexandrie (Égypte) sont amenées à Metamauco. L’année suivante la cité est rasée à la suite d'une révolte de l’ancien Doge Obelerio Antenoreo qui y débarque pour tenter de renverser le gouvernement vénitien de Giovanni Ier Participazio.
En 900, Metamauco est assiégée par les Magyars mais leur résiste. Toutefois elle décline, menacée par la montée des eaux malgré de grands travaux de rehaussement des berges : en 1110 la cité est détruite par une violente marée.
La nouvelle Metamauco (l’actuelle Malamocco) est reconstruite et conserve un nombre de privilèges en vertu de son passé de cité ducale, héritant d’un Podestat comme sa voisine, la petite île de Popilia.
Entre 1379 et 1381, durant la Guerre de Chioggia, elle fut fortifiée dans le cadre des œuvres défensives vénitiennes.
Le XXe siècle vit le début de notables tentatives de sauvegarde du site, tant du point de vue conservatoire du patrimoine que du point de vue de la défense contre l’acqua alta. En effet la localité, exposée au phénomène de haute marée, a été isolée des eaux de la lagune par une ceinture de palplanches, et du flux des canaux qui la traversent par trois mini-Mose (barrages mobiles qui sont soulevés en cas de nécessité).

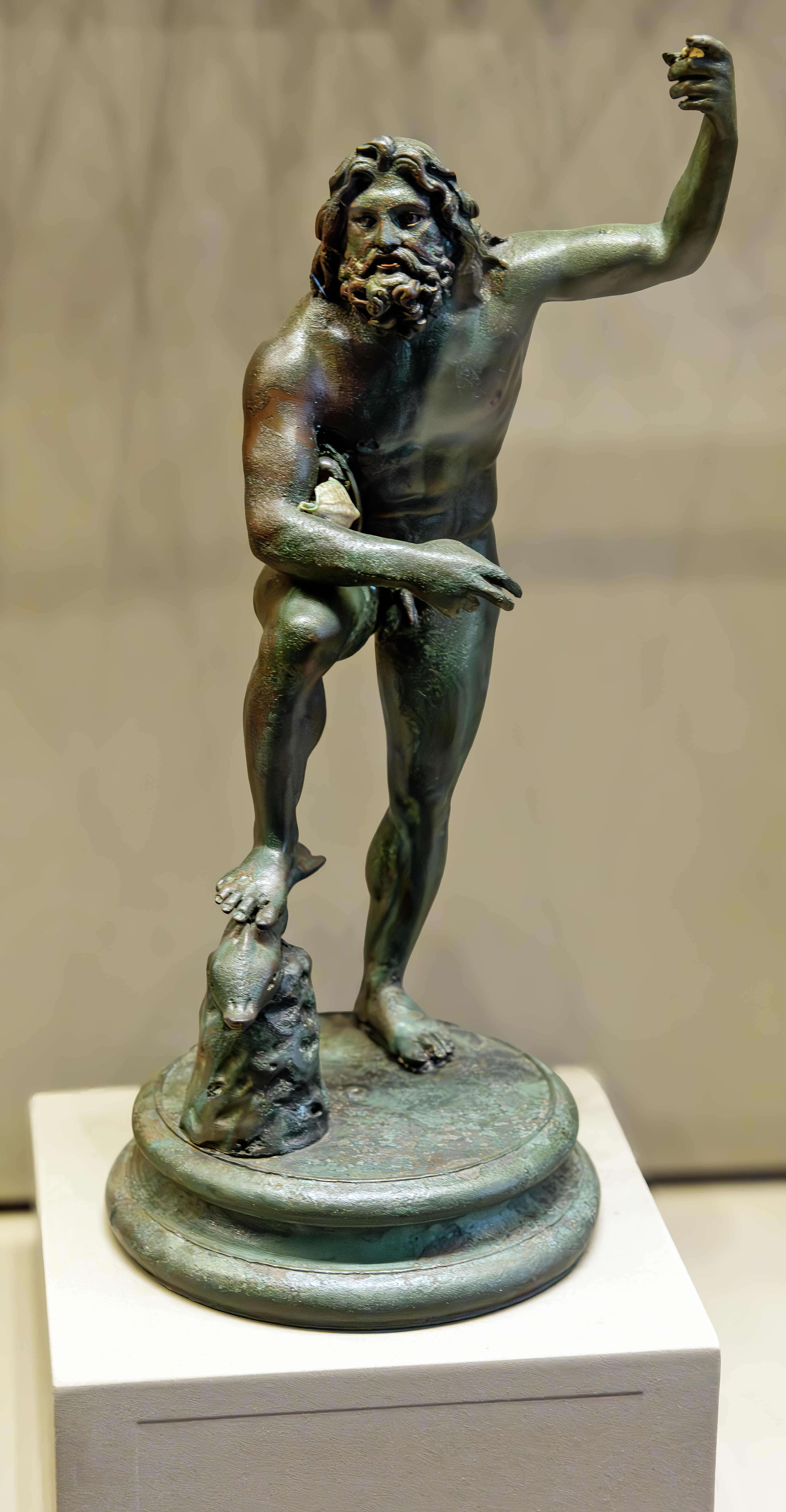
Poséidon Bronze - Musée Correr
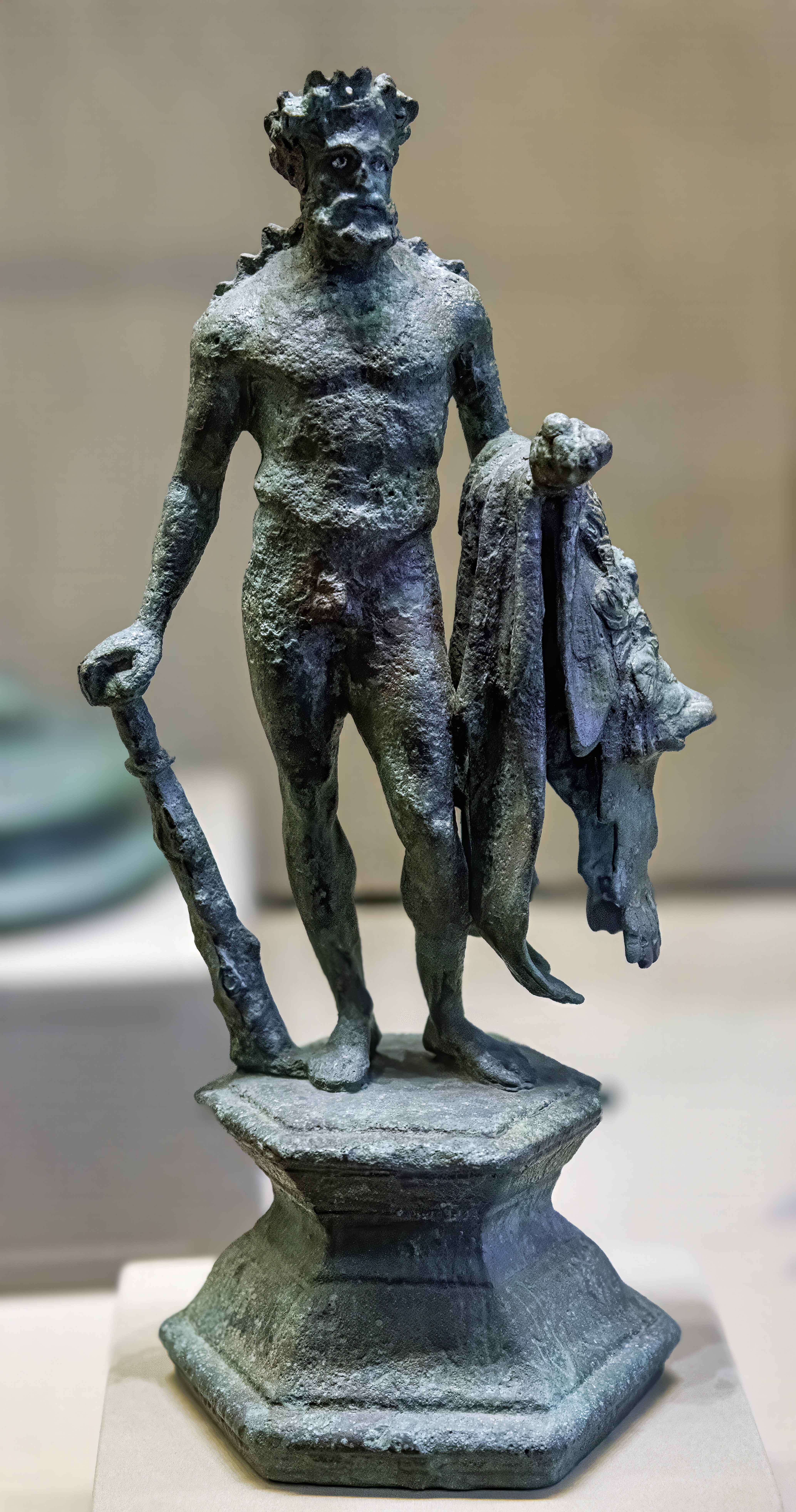
Hercule aux pommes des Hespérides  Bronze - Musée Correr

## Le port
Le port de Malamocco est l’accès central à la lagune de Venise (largeur:400 m, profondeur:17 m), au sud de celui de Lido-San Nicolo et au nord de celui de Chioggia. Il est situé entre deux cordons du littoral qui séparent la lagune de la mer : les îles du Lido de Venise et Pellestrina. Le port communique directement, par le canal des pétroliers, avec le port industriel de Marghera, siège des activités chimiques, pétrolières et commerciales du port de Venise.